# Lucien Gaudin
Lucien Alphonse Paul Gaudin (Arras, 27 de setembro de 1886 – 23 de setembro de 1934) foi um esgrimista francês, tetracampeão olímpico.
Lucien Gaudin representou seu país nos Jogos Olímpicos de Verão de 1920 a 1928. Conseguiu seis medalhas no florete e na espada.